# Acerentomon affine
Acerentomon affine är en urinsektsart som beskrevs av Bagnall 1912. Acerentomon affine ingår i släktet Acerentomon och familjen lönntrevfotingar. Inga underarter finns listade i Catalogue of Life.